# Jean-Baptiste Maunier
Jean-Baptiste Maunier, sinh ngày 22 tháng 12 năm 1990 tại Brignoles (Var), là một ca sĩ – diễn viên người Pháp nổi tiếng từ bộ phim Les Choristes.

## Tiểu sử
Jean-Baptiste Maunier là con trai cả của Muriel và Thierry Maunier, quay phim cho đài France 2, có một em trai tên Benjamin Maunier sinh năm 1995. Lúc nhỏ, anh sống ở Sainte-Foy-lès-Lyon, vùng ngoại ô của Lyon, và bắt đầu sự nghiệp ca hát trong dàn đồng ca Petits chanteurs de Saint-Marc của Nicolas Porte vào năm lớp Sáu. Anh từng muốn trở thành nhà báo nhưng vì có năng khiếu ca hát, anh đã hướng đến con đường nghệ thuật.

## Sự nghiệp
Maunier bắt đầu nổi tiếng từ năm 2003 với vai diễn Pierre Morhange trong phim Les Choristes của Christophe Barratier, cùng với Gérard Jugnot. Album nhạc phim có anh tham gia hát đã bán được 800 000 bản ở Pháp.
Sau đó, anh biểu diễn ca khúc Concerto pour deux voix cùng với Clémence Saint-Preux, đây là phiên bản khác của Concerto pour une voix, được sáng tác bởi nhà soạn nhạc người Pháp Saint-Preux, bố của Clémence.
Anh rời khỏi dàn đồng ca vào tháng 2 năm 2005 và tham gia các buổi diễn của nhóm nhạc Enfoirés từ năm 2005. Năm 2006, anh đóng vai Robert thời trẻ trong bộ phim truyền hình dài 4 tập Le Cri trên đài France 2 của đạo diễn Hervé Baslé. Anh cũng tham gia diễn xuất cùng Nicolas Duvauchelle và Clémence Poésy trong phim Le Grand Meaulnes của đạo diễn Jean-Daniel Verhaeghe.
Cùng thời điểm đó, Jean-Baptiste Maunier lồng tiếng cho nhân vật Saxo trong bộ phim hoạt hình Piccolo, Saxo et Cie.
Năm 2007, anh đóng vai Sid trong phim Hellphone của James Huth, đạo diễn phim Brice de Nice. Sau đó, anh đóng vai Octave trong phim L'Auberge rouge của Gérard Krawczyk, nơi anh gặp lại Gérard Jugnot, cùng với Christian Clavier và Josiane Balasko. Anh còn tham gia vai diễn Guy Môquet trong phim ngắn La lettre của François Hanss.
Vào năm 2008, Jean-Baptiste theo học tại Học viện Lee Strasberg Theatre, một trường đào tạo nhạc kịch nổi tiếng ở New York. Năm 2010, anh tham gia vào một tập phim Plan Biz.
Năm 2011, anh một lần nữa biểu diễn cùng với Enfoirés trong buổi diễn mang chủ đề Dans l'oeil des Enfoirés và xuất hiện trong một chiến dịch quảng cáo của Nintendo. Anh cũng tham gia diễn xuất trong bộ phim Perfect Baby.
Năm 2012, anh lại xuất hiện trong buổi diễn Le bal des Enfoirés của Enfoirés. Cùng năm, Jean-Baptiste quay bộ phim truyền hình Merlin của Stephane Kappes và loạt phim hài Zak của Arthur Benzaquen và Denis Thibault. Sau đó, anh biểu diễn cùng với Enfoirés trong La boite à musique des Enfoirés.
Vào năm 2014, anh lại có một buổi biểu diễn cùng Enfoirés mang chủ đề Bon anniversaires les Enfoirés. Anh cũng hợp tác sản xuất album We Love Disney 2 với bài hát Le Monde Qui Est Le Mien, xuất hiện trong phim hoạt hình Hercule.
Bên cạnh đó, anh còn là người mẫu cho Next Model, Versace và nhiều tạp chí như August Man Malaysia hay Opium Style.
Năm 2013, Jean-Baptiste ký hợp đồng ra mắt album đầu tiên với Mercury, dự kiến phát hành vào tháng 6 năm 2015. Music video của bài hát Je reviens theo dòng nhạc electro.